# Júki Abe
Júki Abe (* 6. září 1981) je japonský fotbalový záložník a bývalý reprezentant.

## Reprezentační kariéra
Júki Abe odehrál 53 reprezentačních utkání za japonský národní tým. S japonskou reprezentací se zúčastnil Mistrovství světa 2010 v Jihoafrické republice.

## Statistiky
| Japonsko | Japonsko | Japonsko |
| Roky     | Záp.     | Góly     |
| -------- | -------- | -------- |
| 2005     | 5        | 0        |
| 2006     | 8        | 1        |
| 2007     | 11       | 1        |
| 2008     | 9        | 0        |
| 2009     | 8        | 1        |
| 2010     | 9        | 0        |
| 2011     | 3        | 0        |
| Celkem   | 53       | 3        |